# Центральное духовное управление буддистов СССР
Центра́льное духо́вное управле́ние будди́стов СССР (ЦДУБ) — организация, координировавшая религиозную деятельность буддийских верующих в СССР. Была создана в 1946 году вместо ликвидированного в кон. 1930-х годов Центрального духовного совета буддистов СССР. Центральная резиденция ЦДУБ располагалась в Иволгинском дацане (Бурятская АССР).

## Образование
В 1946 году в Улан-Удэ по инициативе верующих и группы лам было созвано Совещание буддийских деятелей Бурят-Монгольской АССР, на котором были зафиксированы новые принципы отношений буддийского духовенства Бурятии с социалистическим государством. Под контролем Совета по делам религиозных культов СССР совещание приняло «Положение о буддийском духовенстве СССР». Центральный духовный совет буддистов СССР, распущенный в результате репрессий конца 1930-х годов, был воссоздан под названием Центральное духовное управление буддистов СССР. С этого времени ЦДУБ стал возглавлять всю духовную жизнь буддийских общин в стране. Председателем ЦДУБ с титулом Пандито Хамбо-ламы XVII был избран Лубсан-Нима Дармаев. В состав руководства ЦДУБ, избираемого на съезде лам и представителей верующих, вошли также настоятели дацанов и члены из числа наиболее уважаемых лам и прихожан.

## Председатели
| Титул                    | Имя                  | Годы службы | Срок   | Дацан                  |
| ------------------------ | -------------------- | ----------- | ------ | ---------------------- |
| Пандито хамбо-лама XVII  | Лубсан-Нима Дармаев  | 1946—1956   | 10 лет | Сартул-Булагский дацан |
| Пандито хамбо-лама XVIII | Еши-Доржи Шарапов    | 1956—1962   | 6 лет  | Тамчинский дацан       |
| Пандито хамбо-лама XIX   | Жамбал-Доржи Гомбоев | 1963—1982   | 19 лет | Агинский дацан         |
| Пандито хамбо-лама XX    | Жимба-Жамсо Эрдынеев | 1982—1989   | 7 лет  | Агинский дацан         |
| Пандито хамбо-лама XXI   | Мунко Цыбиков        | 1989—1992   | 3 года | Эгитуйский дацан       |

## Деятельность
В 1945 году недалеко от Улан-Удэ был основан Иволгинский дацан, ставший резиденцией главы ЦДУБ СССР, в 1946 году заново открыт для верующих Агинский дацан в Читинской области. Изначально правительством СССР предполагалось, что схожие действия будут осуществлены также в отношении Тувинской и Ойротской автономных областей, а также Иркутской области, однако по неясным причинам этого так и не было сделано. Таким образом, Иволгинский и Агинский дацаны оставались единственными действующими буддийскими храмами в стране вплоть до 1990 года, когда в пользование ЦДУБ были переданы ленинградский дацан «Гунзэчойнэй» и Тамчинский дацан. В 1990—1991 годах под эгидой ЦДУБ было начато восстановление ряда дацанов — Анинского, Эгитуйского и других.
Помимо религиозных функций, ЦДУБ осуществляло мероприятия по обучению и подготовке кадров священнослужителей для нужд верующих, прежде всего бурят. С 1970 года роль специализированного учебного заведения для бурятских лам стало выполнять открывшееся в Улан-Баторе буддийское училище. В связи с запретом в СССР религиозной пропаганды ЦДУБ не занималась книгоиздательством, рассчитанным на широкий круг читателей, и не вело миссионерской деятельности. Тем не менее, некоторые бурятские ламы (Ж.-Ж. Цыбенов; Д. А. Жалсараев и др.) в частном порядке принимали в ученики советских буддистов, приезжавших к ним из западных регионов страны.
ЦДУБ было официальным представителем от СССР на различных международных форумах, в частности с 1956 года — во «Всемирном братстве буддистов», а также в «Азиатской конференции буддистов за мир», созданной в 1970 году по инициативе Жамбал-Доржи Гомбоева и хамбо-ламы монастыря Гандантэгченлин С. Гомбожава (МНР) при участии Бакулы Ринпоче (Индия). По инициативе ЦДУБ в 1979, 1982 и 1986 годах СССР с пастырским визитом посещал Далай-лама XIV.

## Преемственность
С распадом СССР Центральное духовное управление буддистов СССР перерегистрировалось в ЦДУБ РФ. После смерти Пандито Хамбо-ламы Мунко Цыбикова в 1992 году ЦДУБ потеряло стабильность и контроль над рядом дацанов и начало дробиться на отдельные структуры. За период с 1992 по 1995 год глава ЦДУБ менялся три раза. В 1995 году главой Центрального духовного управления буддистов стал Дамба Бадмаевич Аюшеев. В начальный период своей работы новый глава ЦДУБ добился полного административного и финансового контроля над рядом дацанов, что стало одной из главных причин усиления влияния организации на буддизм в России. В 1997 году на съезде ЦДУБ РФ по инициативе Аюшеева было принято решение о переименовании организации в «Буддийскую традиционную сангху России», в 1999 году утвержден новый устав, обновлены учредительные документы и подтверждено правопреемство от ЦДУБ РФ. Кроме БТСР, возникли и другие буддийские организации, отражающие интересы буддийских общин Бурятии, Калмыкии и других регионов, а также многочисленные буддийские общины самых разных направлений в индустриальных и университетских городах СНГ.